# Vernon Jordan
Pour les articles homonymes, voir Jordan.
Vernon Eulion Jordan, Jr., né le 15 août 1935 à Atlanta et mort le 1er mars 2021, est un homme d'affaires afro-américain. Il est considéré comme l'une des éminences grises démocrates de Washington.

## Biographie
Vernon Jordan a participé à de nombreuses réunions du groupe Bilderberg (tous les meetings depuis 1991 au moins) et est membre de la direction de ce groupe,.
Il est membre du Council on Foreign Relations depuis (au moins) 1995.